# Nyssodectes dulcissimus
Nyssodectes dulcissimus är en skalbaggsart som först beskrevs av Bates 1863.  Nyssodectes dulcissimus ingår i släktet Nyssodectes och familjen långhorningar. Inga underarter finns listade i Catalogue of Life.